# Fascera

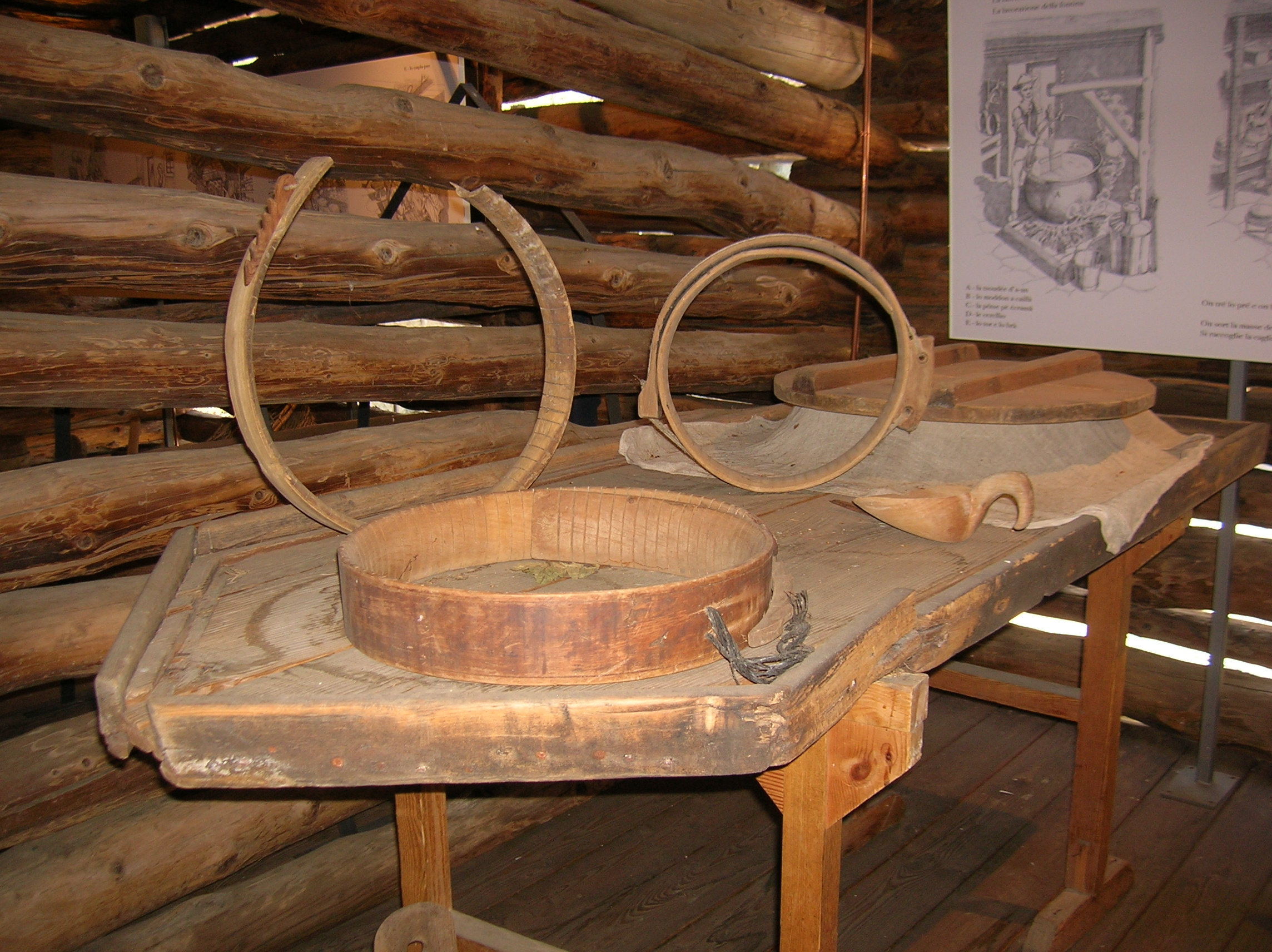
Antiche fascere per la produzione della fontina.

la fascera è un attrezzo usato fin dall'antichità nella fabbricazione del formaggio, generalmente costituito da una tavola di legno sottile ed elastica curvata a cilindro, solitamente di faggio, pioppo o salice. All'interno dello strumento si pone la cagliata ridotta in grumi, che può essere avvolta da una tela di canapa o lino. È possibile regolarne il diametro della fascera con una fune legata esternamente (o analogo strumento in metallo) in modo da comprimere la cagliata contenuta all'interno, affinché sotto pressione venga liberato il siero e assuma la forma propria del tipo di formaggio in produzione. Per aumentare l'efficacia e la velocità del processo, si può porre al di sopra della cagliata un peso (tagliere, grosso sasso o altro materiale).

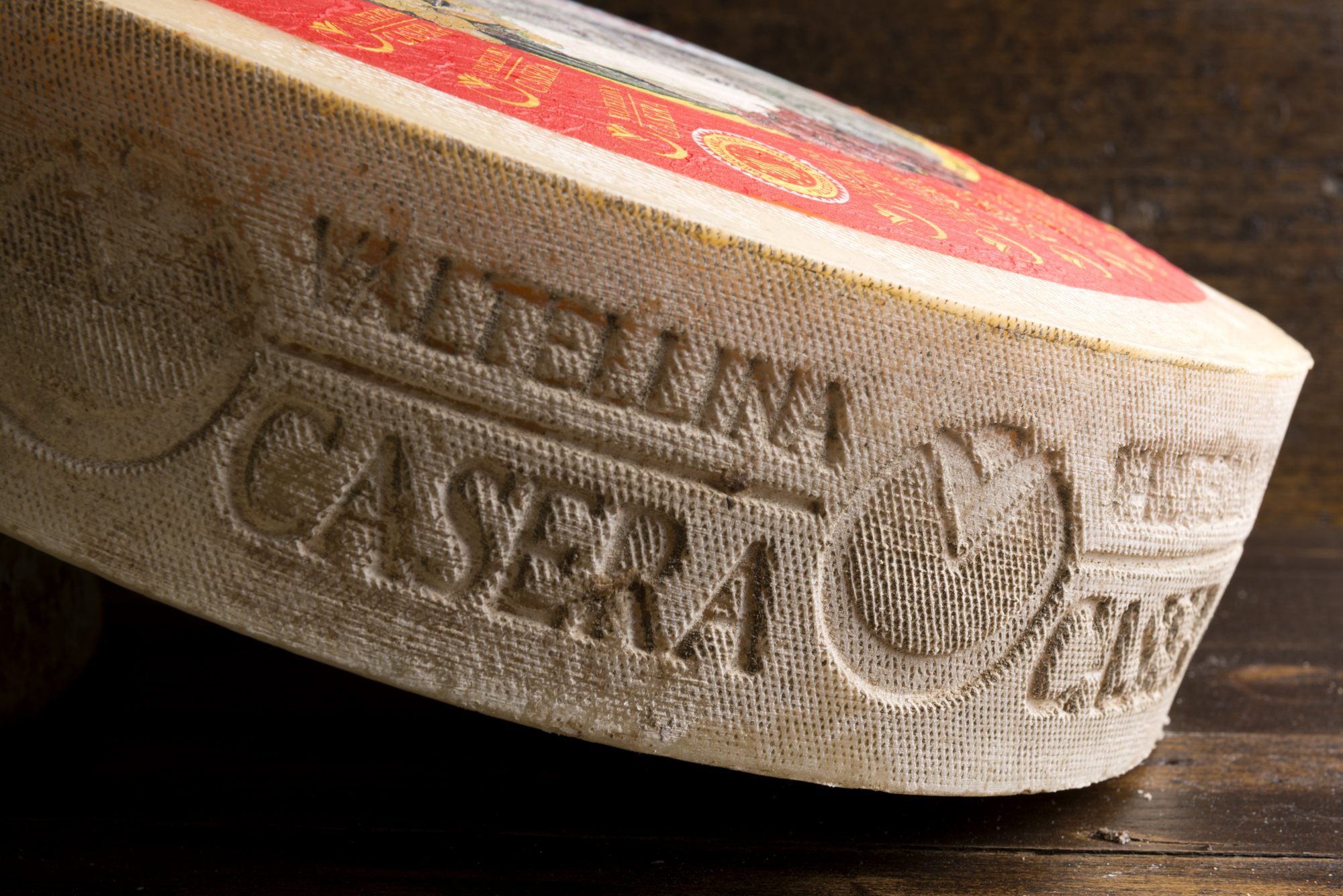
Formaggio con marchiatura all’origine apposta in bassorilievo dal produttore mediante fascera marchiante

Oltre che circolari, le fascere possono essere di forma quadrangolare e, soprattutto quelle moderne, costituite da altri materiali come la lamiera stagnata o il polietilene. Possono inoltre avere al loro interno il marchio di produzione e altri codici identificativi, che resteranno impressi nel formaggio.